# Фуентесото
Фуентесото (ісп. Fuentesoto) — муніципалітет в Іспанії, у складі автономної спільноти Кастилія-і-Леон, у провінції Сеговія. Населення — 167 осіб (2010).
Муніципалітет розташований на відстані близько 120 км на північ від Мадрида, 60 км на північ від Сеговії.
На території муніципалітету розташовані такі населені пункти: (дані про населення за 2010 рік)
- Фуентесото: 129 осіб
- Техарес: 38 осіб

## Демографія
Динаміка населення (INE ):